# Coelogynopora tenuiformis
Coelogynopora tenuiformis är en plattmaskart som beskrevs av Tor Karling 1966. Coelogynopora tenuiformis ingår i släktet Coelogynopora och familjen Coelogynoporidae. Inga underarter finns listade i Catalogue of Life.